# アメリカ合衆国中西部

アメリカ合衆国を4つの地域に分けた時の中西部（中央上）。

アメリカ合衆国中西部（アメリカがっしゅうこくちゅうせいぶ、英: Midwestern United States, Midwest）とは、アメリカ合衆国国勢調査局の4つの国勢調査地域の一つであり、「リージョン2」とも呼ばれる。中西部と南部は保守的な地域として知られ、中西部は域内に2016年の大統領選挙結果に影響を与えた「ラストベルト」を含んでいる。アメリカ合衆国の中央北部に位置する。1984年まで国勢調査局の正式名称は「北中央地域」であった。アメリカ合衆国北東部と西部、北はカナダ、南はアメリカ合衆国南部に挟まれた地域である。
国勢調査局の定義では、アメリカ北中部の12州からなる。イリノイ州、インディアナ州、アイオワ州、カンザス州、ミシガン州、ミネソタ州、ミズーリ州、ネブラスカ州、ノースダコタ州、オハイオ州、サウスダコタ州、ウィスコンシン州である。アパラチア山脈の州とロッキー山脈の州に挟まれた広い内陸平野に位置する。東からオハイオ川、ミシシッピ川上流、ミズーリ川が流れている。2020年のアメリカ合衆国国勢調査では、中西部の人口は68,995,685人とされている。中西部は国勢調査局によって2つの部門に分けられている。イースト・ノース・セントラル部門にはイリノイ州、インディアナ州、ミシガン州、オハイオ州、ウィスコンシン州が含まれ、これらはすべて五大湖地域にも含まれる。西北部にはアイオワ、カンザス、ミネソタ、ミズーリ、ノースダコタ、ネブラスカ、サウスダコタが含まれ、そのうちのいくつかは少なくとも部分的に大平原地帯に位置している。
シカゴはアメリカ中西部で最も人口の多い都市であり、アメリカ国内では3番目に人口の多い都市である。シカゴとその近郊を合わせてシカゴランドと呼び、人口1,000万人の大都市圏を形成しており、メキシコシティ広域市、ニューヨーク都市圏、ロサンゼルス大都市圏に次いで北米第4位の都市圏である。その他の中西部の大都市としては、コロンバス、インディアナポリス、デトロイト、ミルウォーキー、カンザスシティ、オマハ、ミネアポリス、ウィチタ、クリーブランド、セントポール、セントルイス、シンシナティがある。中西部の大都市圏には、デトロイト都市圏、ミネアポリス・セントポール都市圏、グレーターセントルイス、グレーターシンシナティ、カンザスシティ都市圏、コロンバス都市圏、グレータークリーブランドが含まれる。

## 概要

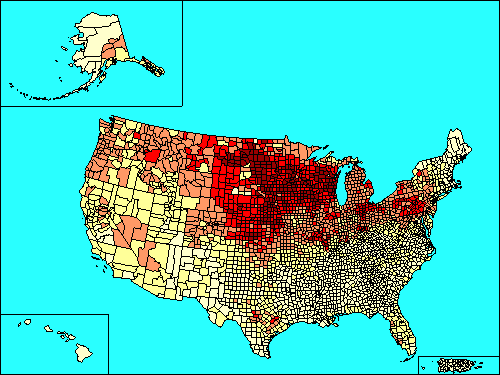
アメリカ合衆国中西部中心に定住しているゲルマンドイツ系アメリカ人の範囲度。

中西部の伝統的な定義は、北西部条例による「古北西部」の諸州と、ルイジアナ買収によって獲得した地域の一部の諸州である。古北西部は「五大湖地方」としても知られている。ルイジアナ買収による州の多くはグレートプレーンズの州としても知られている。
アメリカ合衆国国勢調査局で定義する北中央部は次の12州である。
- ウィスコンシン州: 古北西部、五大湖の州
- オハイオ州: 古北西部（歴史的にはコネチカット西部特別保留地）、オハイオ川と五大湖の州、南東部は北東アパラチアの州でもある。
- インディアナ州: 古北西部、オハイオ川と五大湖の州
- イリノイ州: 古北西部、オハイオ川と五大湖の州
- ノースダコタ州: ルイジアナ買収、グレートプレーンズの州
- サウスダコタ州: ルイジアナ買収、グレートプレーンズの州
- ネブラスカ州:ルイジアナ買収、グレートプレーンズの州
- アイオワ州: ルイジアナ買収、グレートプレーンズの州
- ミネソタ州: 古北西部、五大湖の州、西部はルイジアナ買収。
- ミシガン州: 古北西部、五大湖の州
- カンザス州: ルイジアナ買収、グレートプレーンズの州
- ミズーリ州: ルイジアナ買収、境界州、グレートプレーンズの州

これらの州は比較的平坦であるという認識が一般的である。これは幾つかの地域では真実だが、ある程度地勢的に変化はある。特に中西部の東側はアパラチア山脈の麓の丘陵に近く、五大湖盆地やウィスコンシン州、ミネソタ州およびアイオワ州の北部は、高度の地形学的変化を示している。プレーリー（大草原）はミシシッピ川の西にある州の大部分を覆っているが、例外はミネソタ州東部、ミズーリ州南部のオザーク高原、およびイリノイ州の南の外れである。イリノイ州は、プレーリーが東に伸びている、いわゆる「プレーリー半島」と呼ばれる地域の中にあり、その境界には北、東、南に落葉樹林がある。降水量は東から西に行くに連れて減少し、同じプレーリーでも異なる様相を呈することになる。湿気の多い東部は丈の高い草原、中央のグレートプレーンズでは丈の中間の草原、ロッキー山脈の「雨の陰」になる西部は丈の低い草原である。今日、この3種類のプレーリーはそれぞれ、肥沃なプレーリー土を活かし、トウモロコシ・大豆地帯、小麦ベルト、および放牧地となっている。この地域の硬度の高い樹木の森は伐採され1800年代遅くに消滅した。中西部の大多数の地域は都市化された地域あるいは田園的農業地帯に分類できる。ミネソタ州、ミシガン州およびウィスコンシン州北部のポーキュパイン山脈や、オハイオ川流域は大部分未開の領域である。
中西部の西側の州で構成される小麦ベルトの住人は、一般に中西部の一部と考えているが、放牧地の住人はそうではない。もちろん正確な境界があるわけではなく、また移り変わっている。

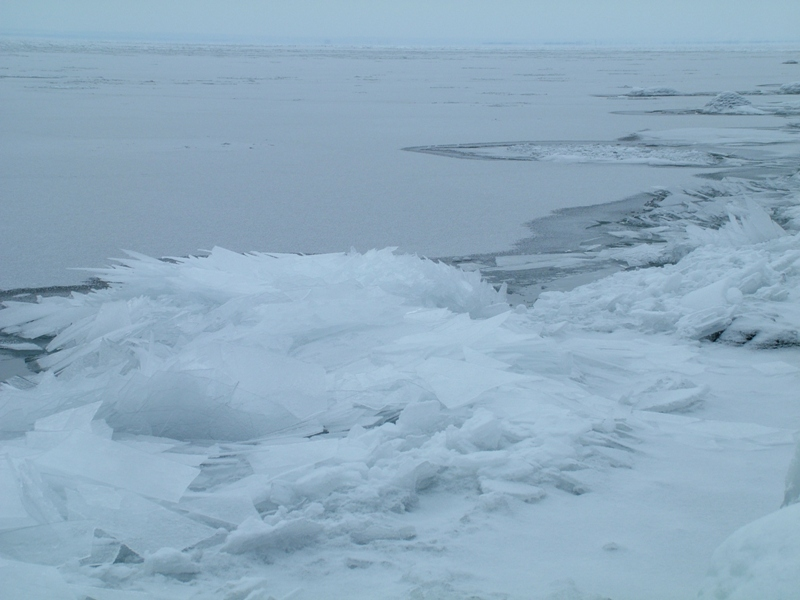
厳冬期のスペリオル湖。ミネソタ州ダルースにて。

高緯度かつ内陸にある中西部の気候は概して冷涼であり、気温の年較差が大きい。ほとんどの地域ではケッペンの気候区分では冷帯湿潤気候に属する。3文字の記号で分類した場合、五大湖の南岸では概ねDfa、カナダとの国境に近いミネソタ州やノースダコタ州、ウィスコンシン州北部、ミシガン州アッパー半島はDfbに属する。五大湖の沿岸、特にDfbに属する地域にはウィスコンシン州ドア郡やミシガン州トラバースシティなどのように、夏の涼しさを活かした避暑地・保養地が点在している。またシカゴを別名Windy City（風の街）と呼ぶことからも判るように、五大湖周辺は風が強く、特にカナダからの北西寄りの風の風下に当たる南東岸では冬になるとブリザードが吹き荒れる。
一方、中西部の中でも南のほうにあたるオハイオ川の流域は温帯湿潤気候（Cfa）に属し、冬の寒さは中西部のその他の地域と比較するとさほど厳しくなく、1年を通して穏やかな気候である。
グレートプレーンズにかかるノースダコタ、サウスダコタ、ネブラスカ、カンザス各州の西部では降水量が少なく、乾燥帯のステップ気候（BS）に属する。こうした気候に属するネブラスカ州やカンザス州のグレートプレーンズ以西では、オガララ帯水層などの地下水層から汲み上げた地下水を利用し、大規模な灌漑農業が行われている。これらの地域では、竜巻が発生しやすい。集中豪雨が続くときがあり、1993年にアメリカ中西部大洪水、2008年にも大規模な洪水が発生している。
古くからの農業地帯・牧畜地帯であった中西部には、シカゴをはじめ、カンザスシティ、オマハ、デモインなど、農産物・畜産物の集積地としての都市がいくつも形成された。これらの都市は大規模な穀物取引所や家畜取引所、精肉工場などを有し、住民に雇用とビジネスチャンスをもたらすとともに、アメリカ合衆国の肉食文化を支えていった。オマハのステーキやカンザスシティのバーベキューは、こうした背景から市の名物料理となっていった。
中西部はその地理的条件から、交通の要衝でもあった。ミシシッピ川を中心にミズーリ川やオハイオ川が流れ、さらに北には五大湖が位置することから、これらの天然の水路や、これらの湖沼・河川をつなぐ運河を用いた水上交通が発達し、セントルイス、シンシナティ、エバンズビルのような河港都市やダルース、トレド、クリーブランドのような湖港都市が発展していった。やがて交通の主役が蒸気船から鉄道に移ると、シカゴやセントルイスは大陸横断鉄道の連節点としての役割を果たし、さらに成長を続けた。現代に入り、航空機がメインの交通手段となっても、シカゴ、デトロイト、ミネアポリス・セントポールは主要航空会社のハブ空港となっている大規模な国際空港を持ち、国内外の「空の玄関口」として、あるいは連節点としての役割を果たしている。
交通の便の良さは工業の発展を促した。1960年代までは、中西部は東海岸のメガロポリスにも劣らない工業地帯であった。シンシナティでは石炭産業が、クリーブランドやゲーリーでは製鉄業が、デトロイトやフリントでは自動車産業が発展した。しかし1970年代以降、産業がサンベルト諸州に移り始めると、それまで製造業を中心とした中西部の都市部の人口は減少していくが、これは一概に他州への人口流出とは異なるものである。1970年代初期まで伸び続けた自動車普及と、それに伴う大都市郊外の住宅開発がピークに達し巨大サブアーバン・エリアを形成するようになると、それまで市内中心部に集中していた人口は郊外へ拡散する。これにより古くからの巨大都市であったシカゴやデトロイトでは市内の人口が激減。一方で同都市圏人口は増加の一途を辿り、この傾向は2010年代に入っても持続している。その事は以下の２つの表を見れば明らかである。大企業は治安の良い郊外にオフィスを構え、大手メーカーは低賃金で組合問題の無いサンベルト地域に生産工場を移管。多くのブルーカラー人口を失う代わりに、中間層は増加し新興地域の発展に寄与している。中でも国際金融市場世界10位、域内総生産(GDP)世界8位のシカゴは同地域では別格の存在で、物流、流通のハブとしても成長を続ける国際都市である。
尚1970年代以降に発展した中西部の都市としては、郊外に日本の自動車メーカーを誘致し、市内でも金融・保険など第3次産業が経済を支えていたコロンバスや、やはり郊外に複数の日系自動車メーカーを誘致したインディアナポリス、IBMが大規模な工場を置くミネソタ州きってのハイテク産業都市ロチェスター等があり、1970年代以降もサンベルト諸都市に匹敵する高い成長を続けた。
下表に中西部の主要都市圏の2020年国勢調査時における都市圏の人口を示す。表中に複数の州名が表示される都市圏は、主要都市が州境近くにあるため州をまたいで都市圏を形成している事例を示す。
| 全米順位 | 都市圏                                       | 州                                           | 2020年 人口 (人) |
| -------- | -------------------------------------------- | -------------------------------------------- | ---------------- |
| 3        | シカゴ・ネイパービル・エルジン               | イリノイ州・インディアナ州・ウィスコンシン州 | 9,618,502        |
| 14       | デトロイト・ウォーレン・ディアボーン         | ミシガン州                                   | 4,392,041        |
| 16       | ミネアポリス・セントポール・ブルーミントン   | ミネソタ州・ウィスコンシン州                 | 3,690,261        |
| 21       | セントルイス                                 | ミズーリ州・イリノイ州                       | 2,820,253        |
| 30       | シンシナティ                                 | オハイオ州・ケンタッキー州・インディアナ州   | 2,256,884        |
| 31       | カンザスシティ                               | ミズーリ州・カンザス州                       | 2,192,035        |
| 32       | コロンバス                                   | オハイオ州                                   | 2,138,926        |
| 33       | インディアナポリス・カーメル・アンダーソン   | インディアナ州                               | 2,111,040        |
| 34       | クリーブランド・エリリア                     | オハイオ州                                   | 2,088,251        |
| 40       | ミルウォーキー・ウォキショー・ウェストアリス | ウィスコンシン州                             | 1,574,731        |
| 45       | ルイビル・ジェファーソン郡                   | ケンタッキー州・インディアナ州               | 1,285,439        |
| 52       | グランドラピッズ・ケントウッド               | ミシガン州                                   | 1,087,592        |
| 58       | オマハ・カウンシルブラフス                   | ネブラスカ州・アイオワ州                     | 967,604          |
| 73       | デイトン・ケタリング                         | オハイオ州                                   | 814,049          |
| 82       | デモイン・ウェストデモイン                   | アイオワ州                                   | 709,466          |
| 83       | アクロン                                     | オハイオ州                                   | 702,219          |
| 87       | マディソン                                   | ウィスコンシン州                             | 680,796          |
| 93       | ウィチタ                                     | カンザス州                                   | 647,610          |
| 94       | トレド                                       | オハイオ州                                   | 646,604          |
| 106      | ランシング・イーストランシング               | ミシガン州                                   | 541,297          |
| 107      | ヤングスタウン・ウォーレン・ボードマン       | オハイオ州・ペンシルベニア州                 | 541,243          |

下表に中西部の主要都市における1970年と2020年の国勢調査時における人口、および増減率を示す。
| 都市               | 州               | 1970年 人口（人） | 1970年 全米順位 | 2020年 人口（人） | 2020年 全米順位 | 増減率（%） |
| ------------------ | ---------------- | ----------------- | --------------- | ----------------- | --------------- | ----------- |
| シカゴ             | イリノイ州       | 3,366,957         | 2               | 2,746,388         | 3               | -18.43      |
| デトロイト         | ミシガン州       | 1,511,482         | 5               | 639,111           | 27              | -57.72      |
| クリーブランド     | オハイオ州       | 750,903           | 10              | 372,624           | 54              | -50.38      |
| インディアナポリス | インディアナ州   | 744,624           | 11              | 887,642           | 15              | +19.21      |
| ミルウォーキー     | ウィスコンシン州 | 717,099           | 12              | 577,222           | 31              | -19.51      |
| セントルイス       | ミズーリ州       | 622,236           | 18              | 301,578           | 69              | -51.53      |
| コロンバス         | オハイオ州       | 539,677           | 21              | 905,748           | 14              | +67.83      |
| カンザスシティ     | ミズーリ州       | 507,087           | 26              | 508,090           | 36              | +0.20       |
| シンシナティ       | オハイオ州       | 452,524           | 29              | 309,317           | 65              | -31.65      |
| ミネアポリス       | ミネソタ州       | 434,400           | 32              | 429,954           | 46              | -1.02       |
| トレド             | オハイオ州       | 383,818           | 34              | 270,871           | 79              | -29.43      |
| オマハ             | ネブラスカ州     | 347,328           | 41              | 486,051           | 39              | +39.94      |
| セントポール       | ミネソタ州       | 309,980           | 46              | 311,527           | 63              | +0.50       |

以下に中西部各州の州都および主要都市を列挙する。太字は各州の州都を示す。
- ウィスコンシン州 - グリーンベイ、マディソン、ミルウォーキー
- オハイオ州 - アクロン、カントン、クリーブランド、コロンバス、シンシナティ、デイトン、トレド、ヤングスタウン
- インディアナ州 - インディアナポリス、エバンズビル、ゲーリー、サウスベンド、フォートウェイン
- イリノイ州 - シカゴ、オーロラ、スプリングフィールド、ピオリア、ロックフォード
- ノースダコタ州 - ビスマーク、ファーゴ
- サウスダコタ州 - スーフォールズ、ピア
- ネブラスカ州 - オマハ、リンカーン
- アイオワ州 - シーダーラピッズ、スーシティ、ダベンポート、デモイン
- ミネソタ州 - セントポール、ダルース、ミネアポリス、ロチェスター
- ミシガン州 - アナーバー、カラマズー、グランドラピッズ、デトロイト、フリント、ランシング
- カンザス州 - ウィチタ、トピカ
- ミズーリ州 - カンザスシティ、コロンビア、ジェファーソンシティ、スプリングフィールド、セントルイス

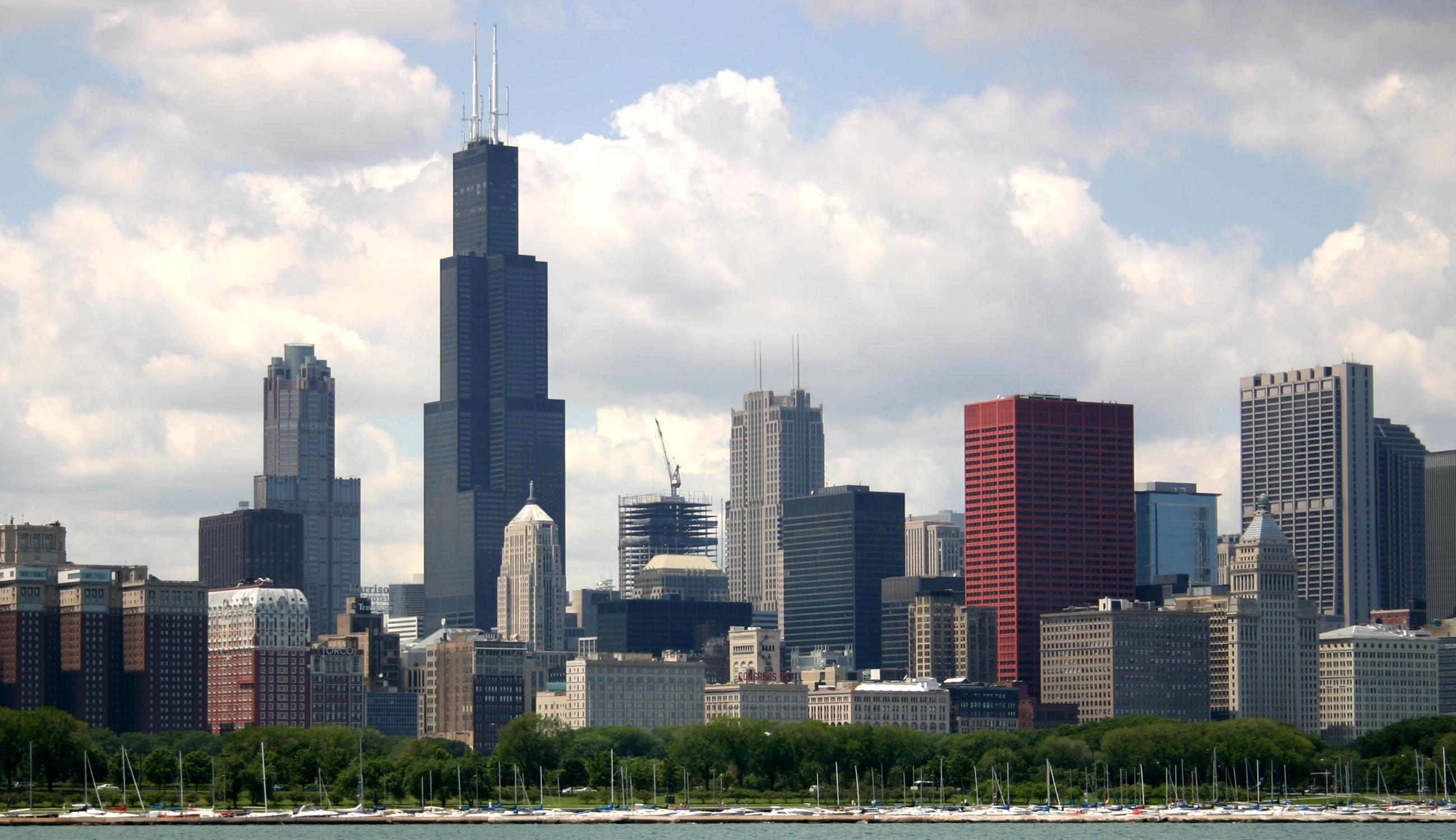
シカゴ
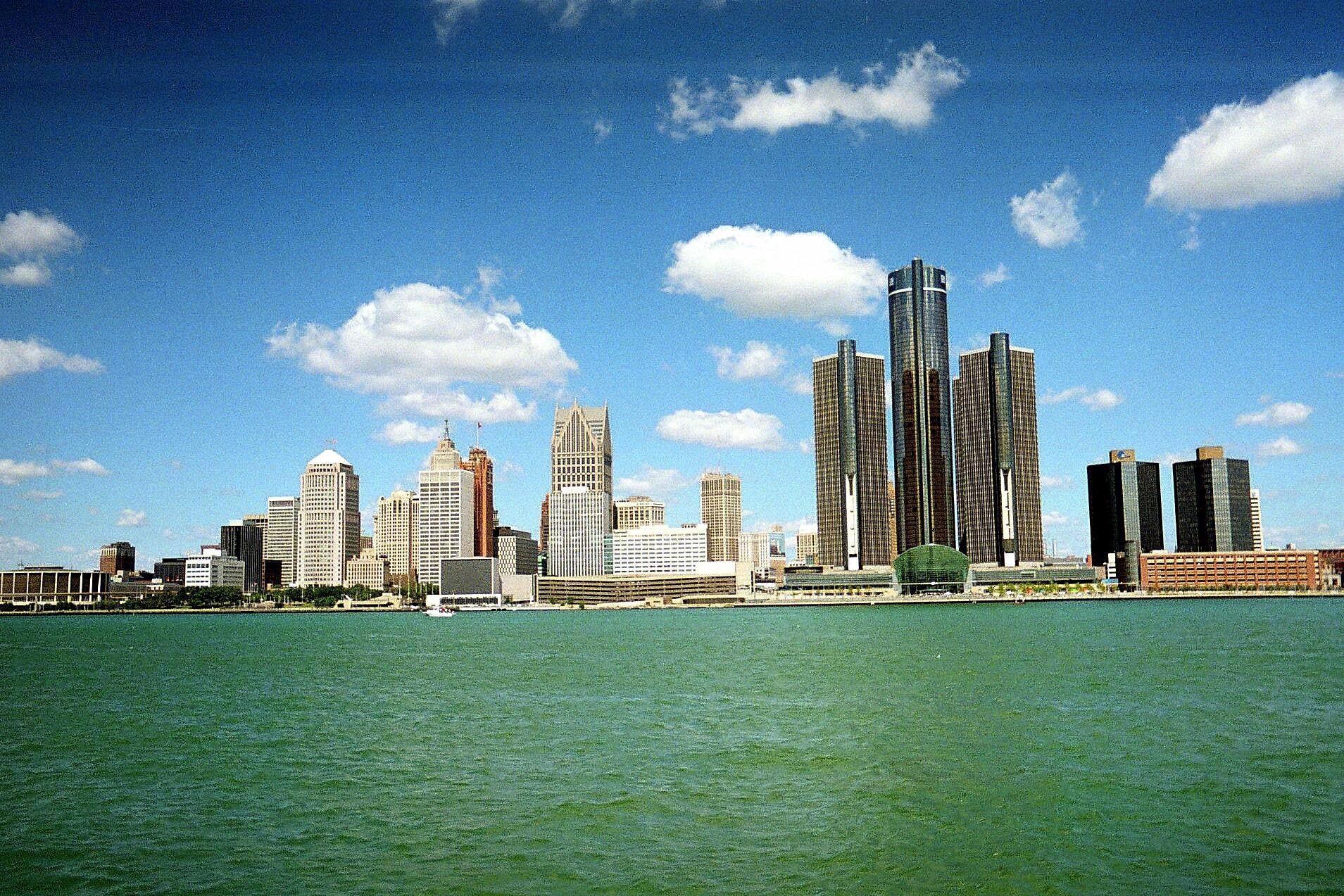
デトロイト
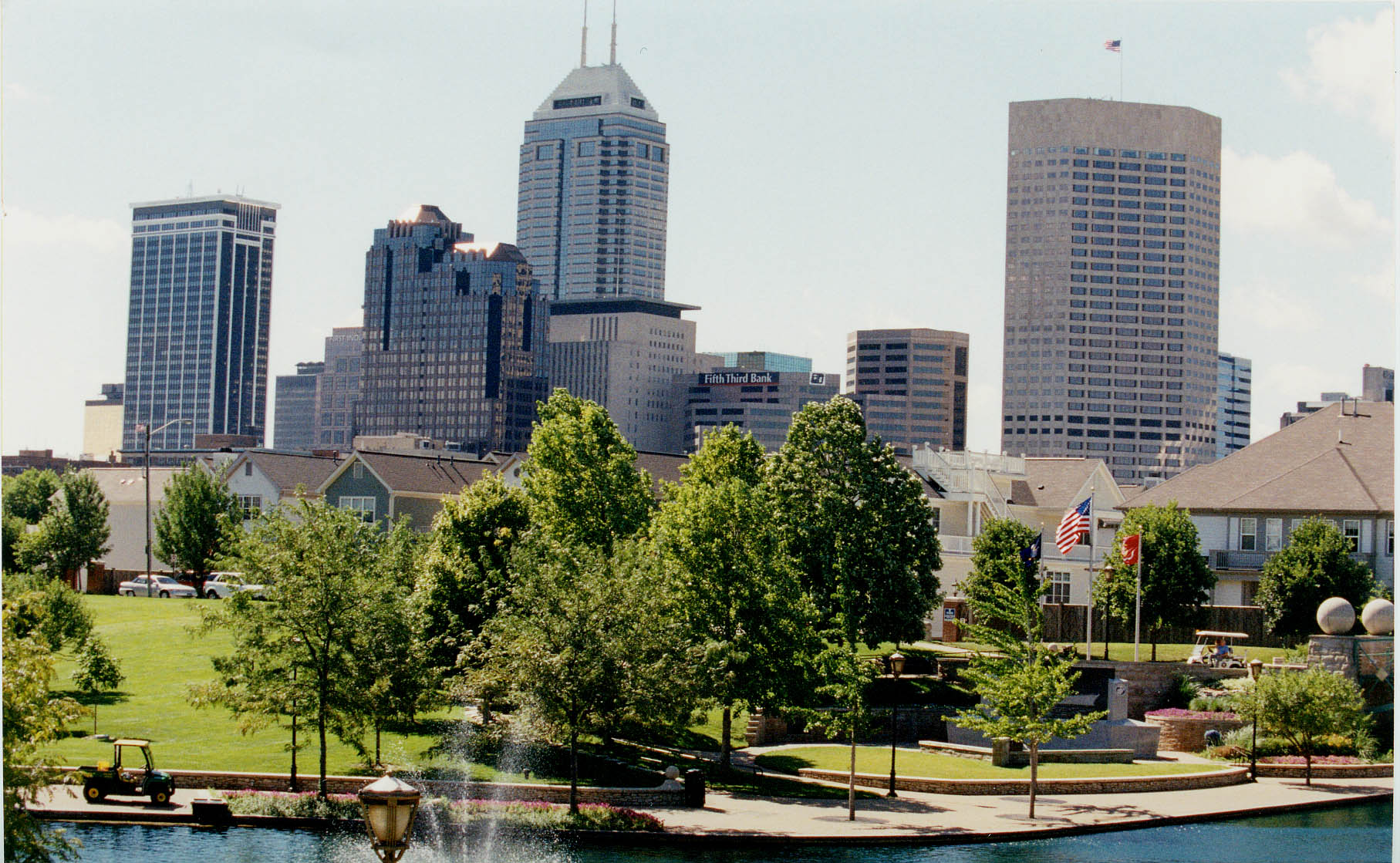
インディアナポリス
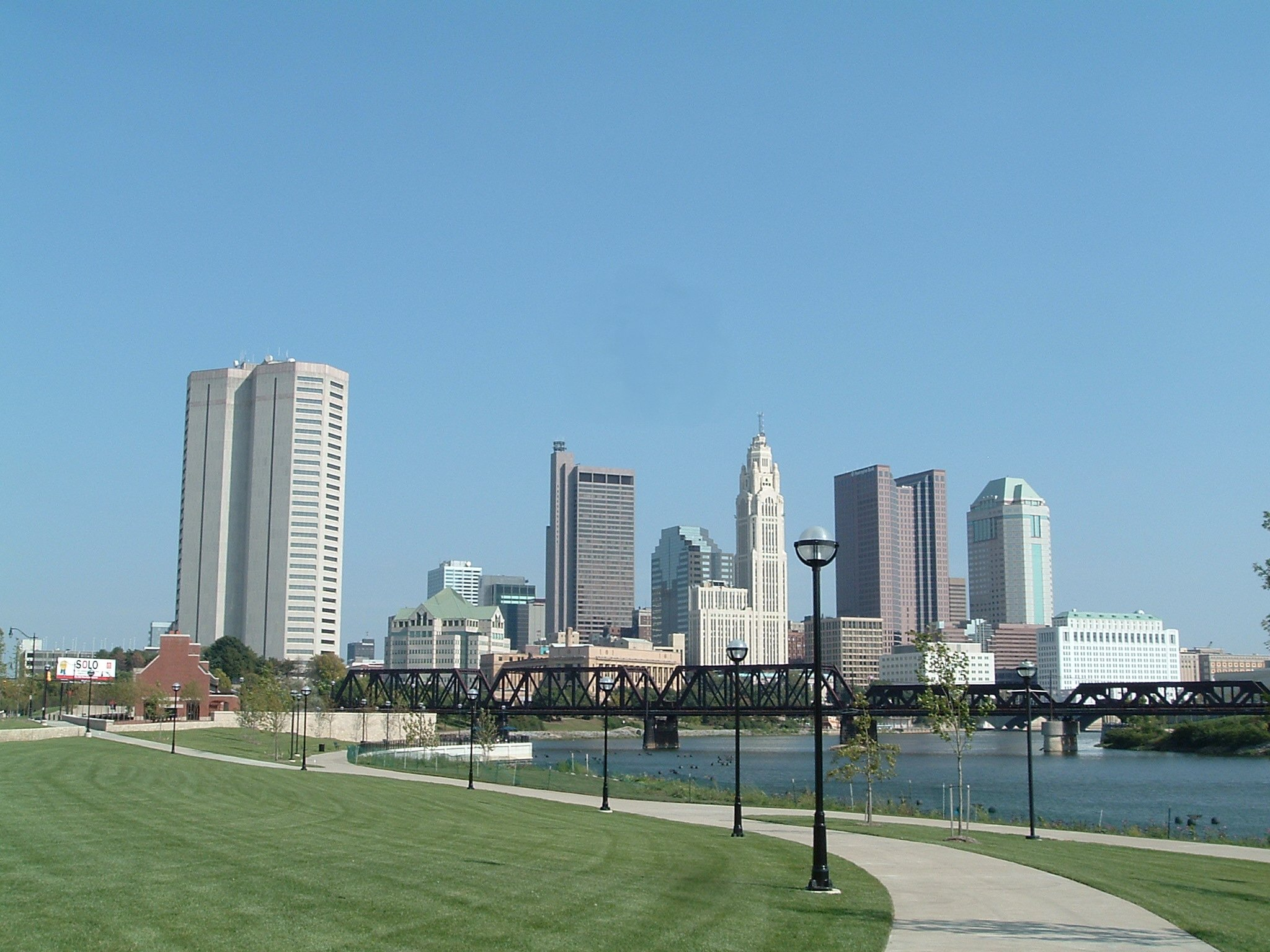
コロンバス
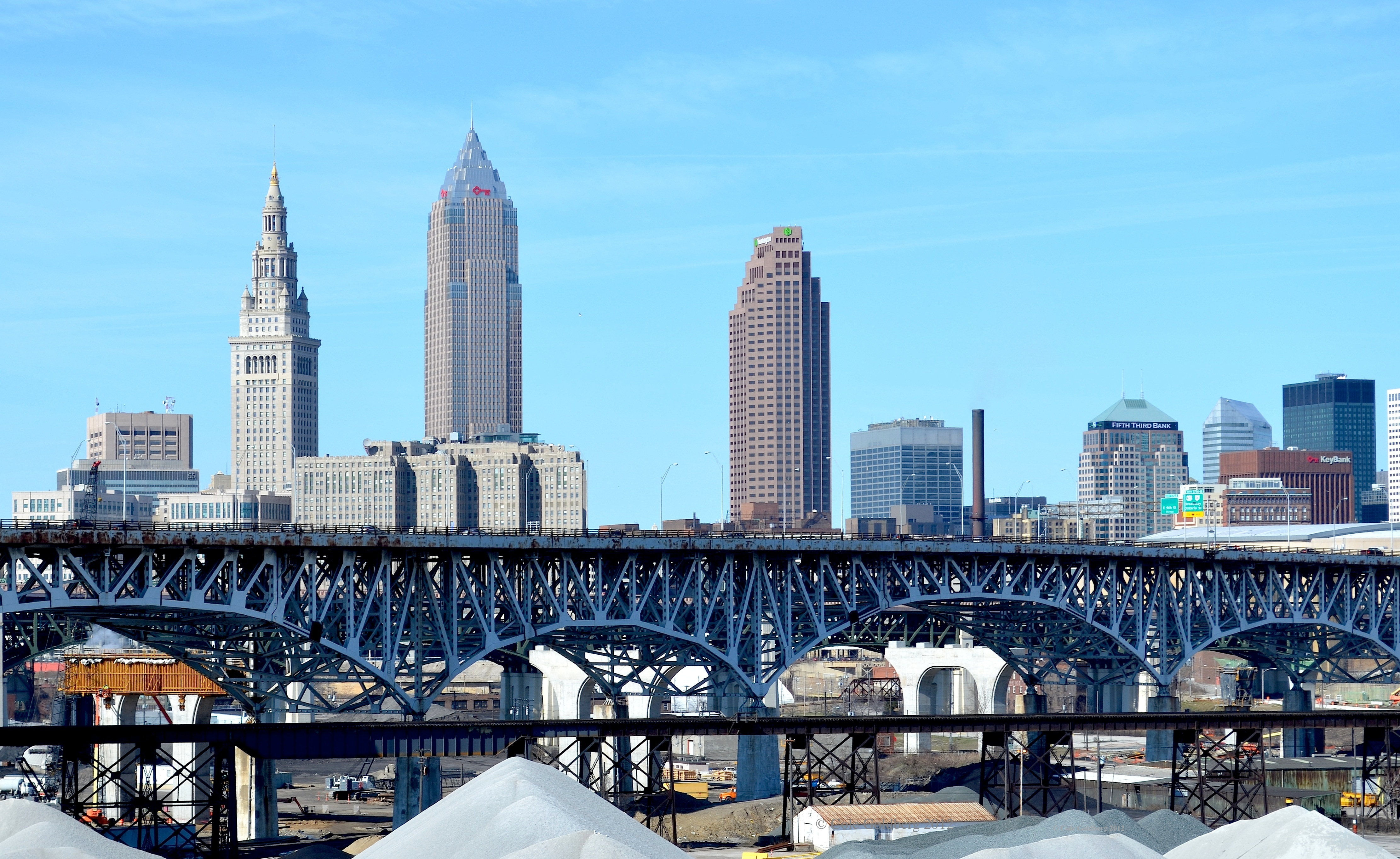
クリーブランド
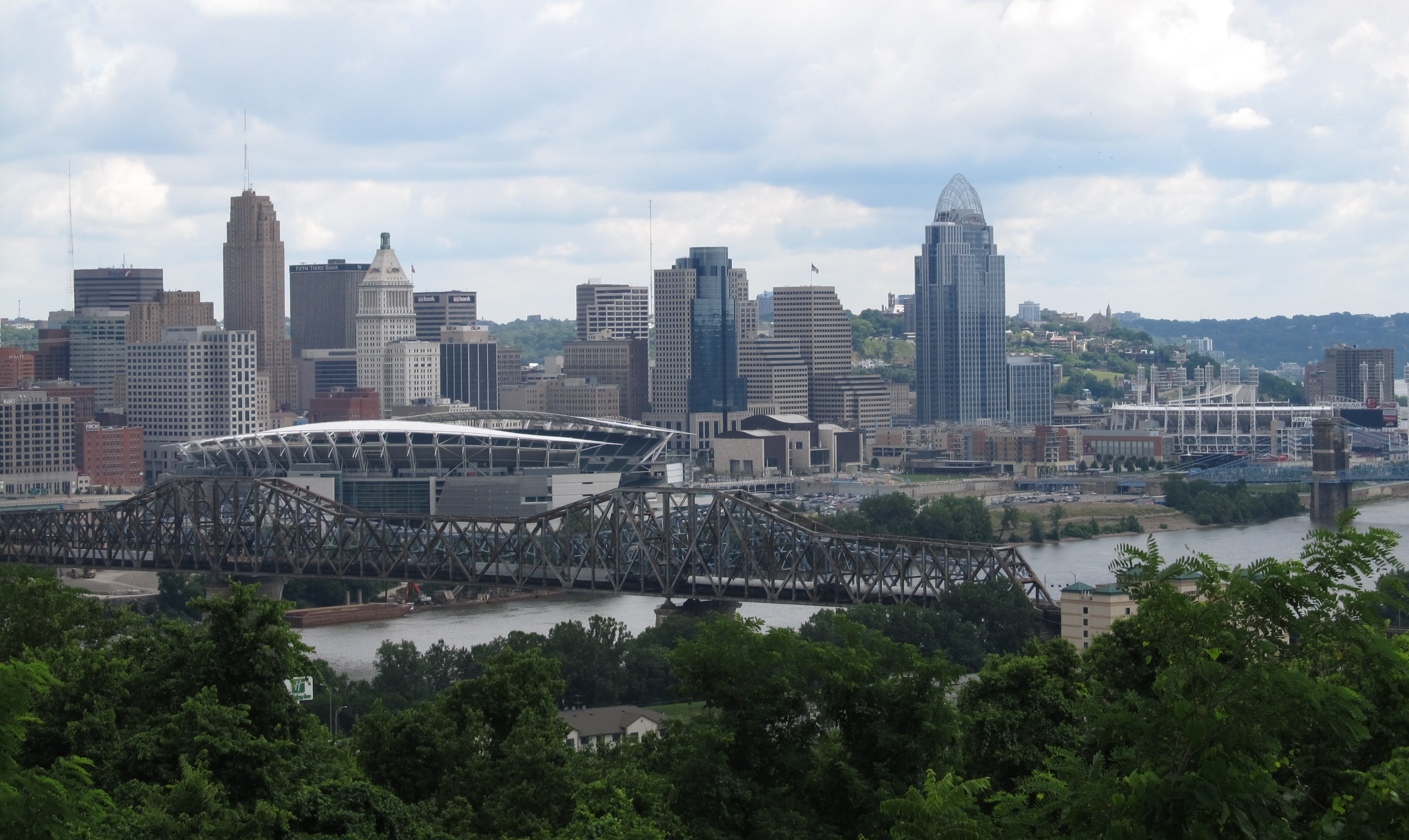
シンシナティ
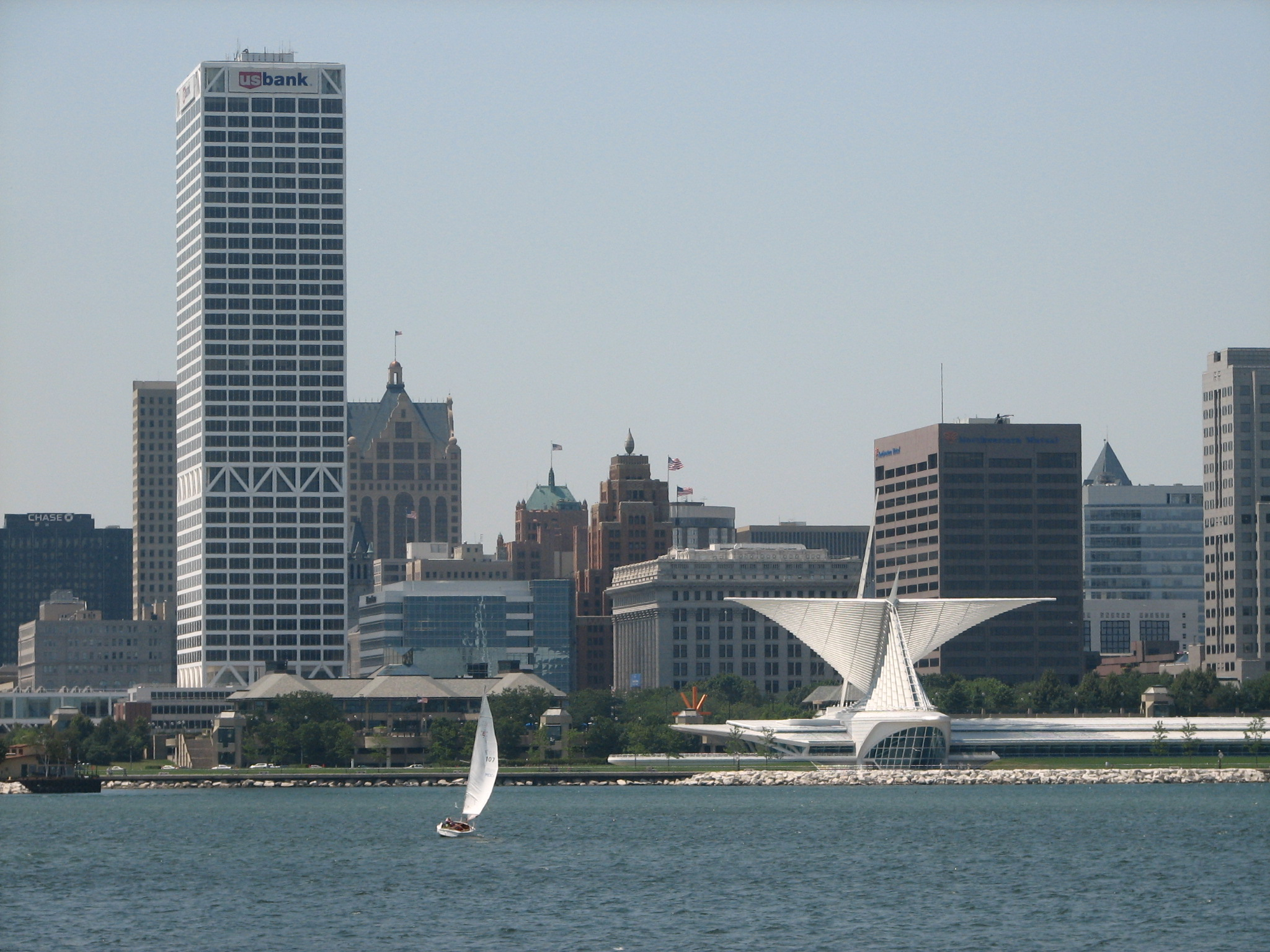
ミルウォーキー
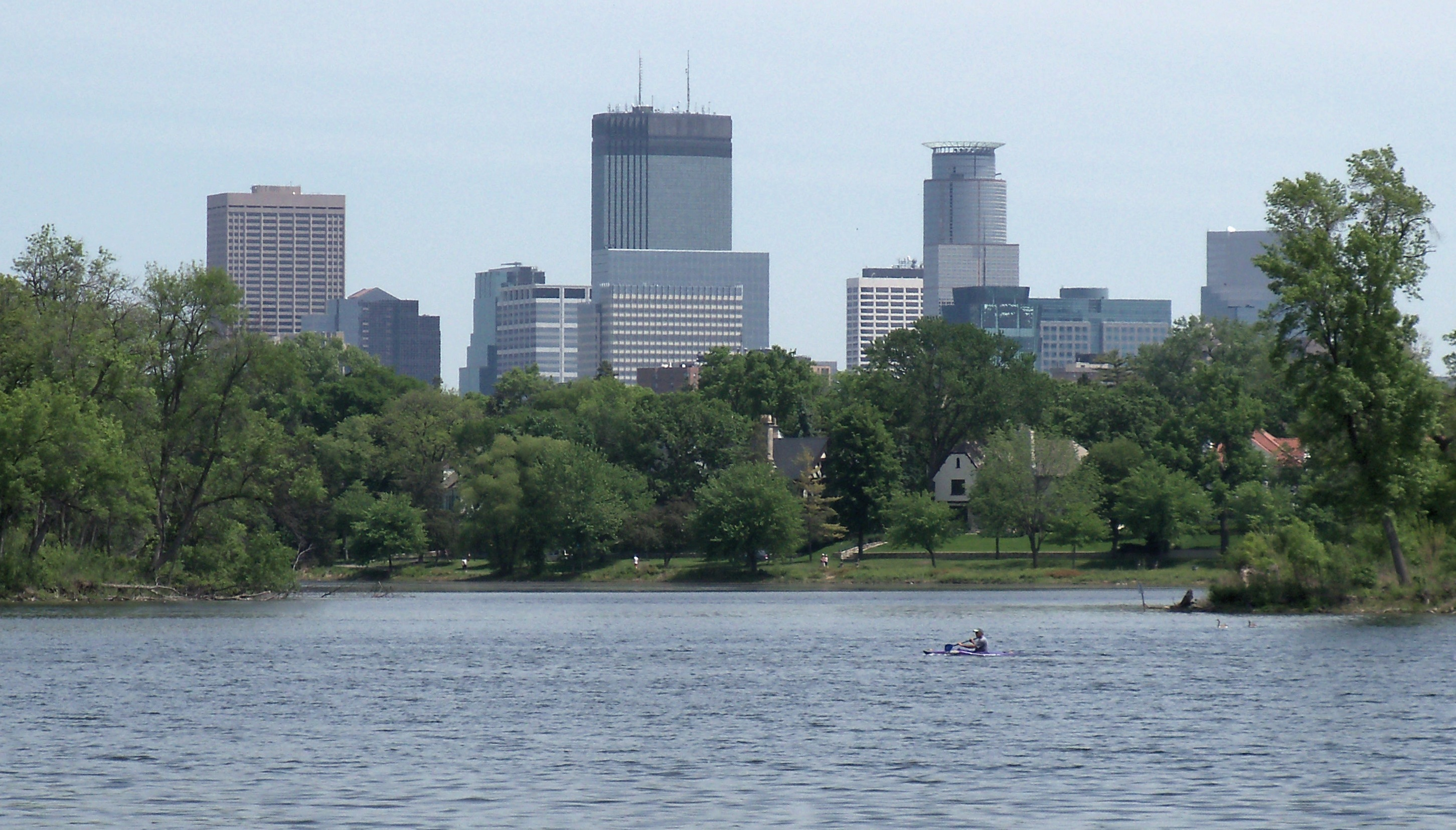
ミネアポリス
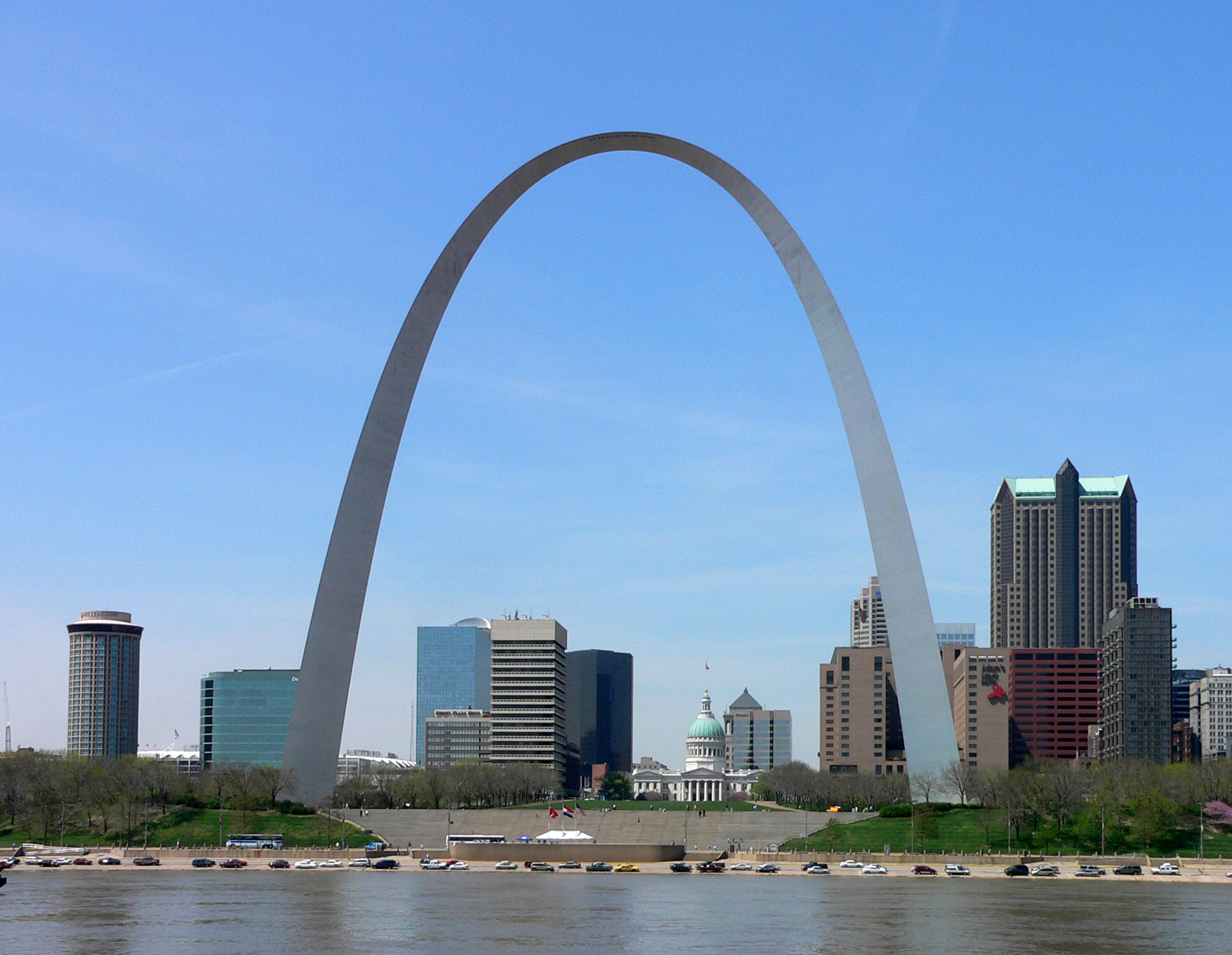
セントルイス
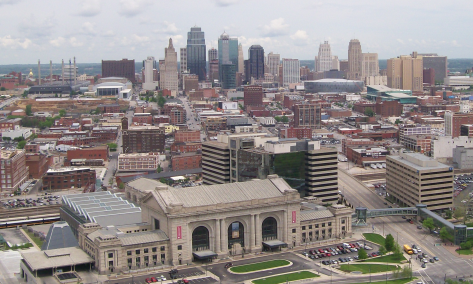
カンザスシティ
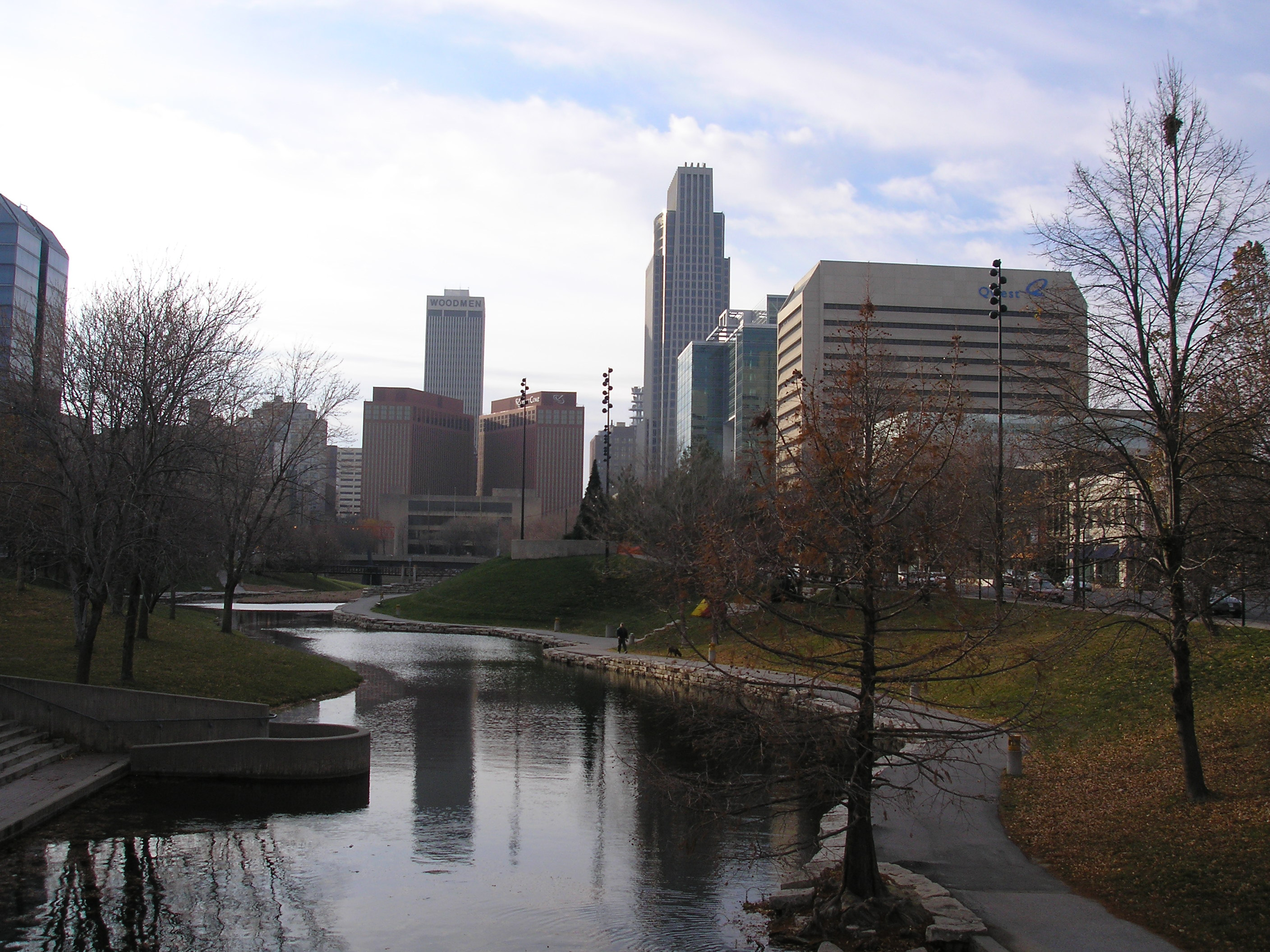
オマハ
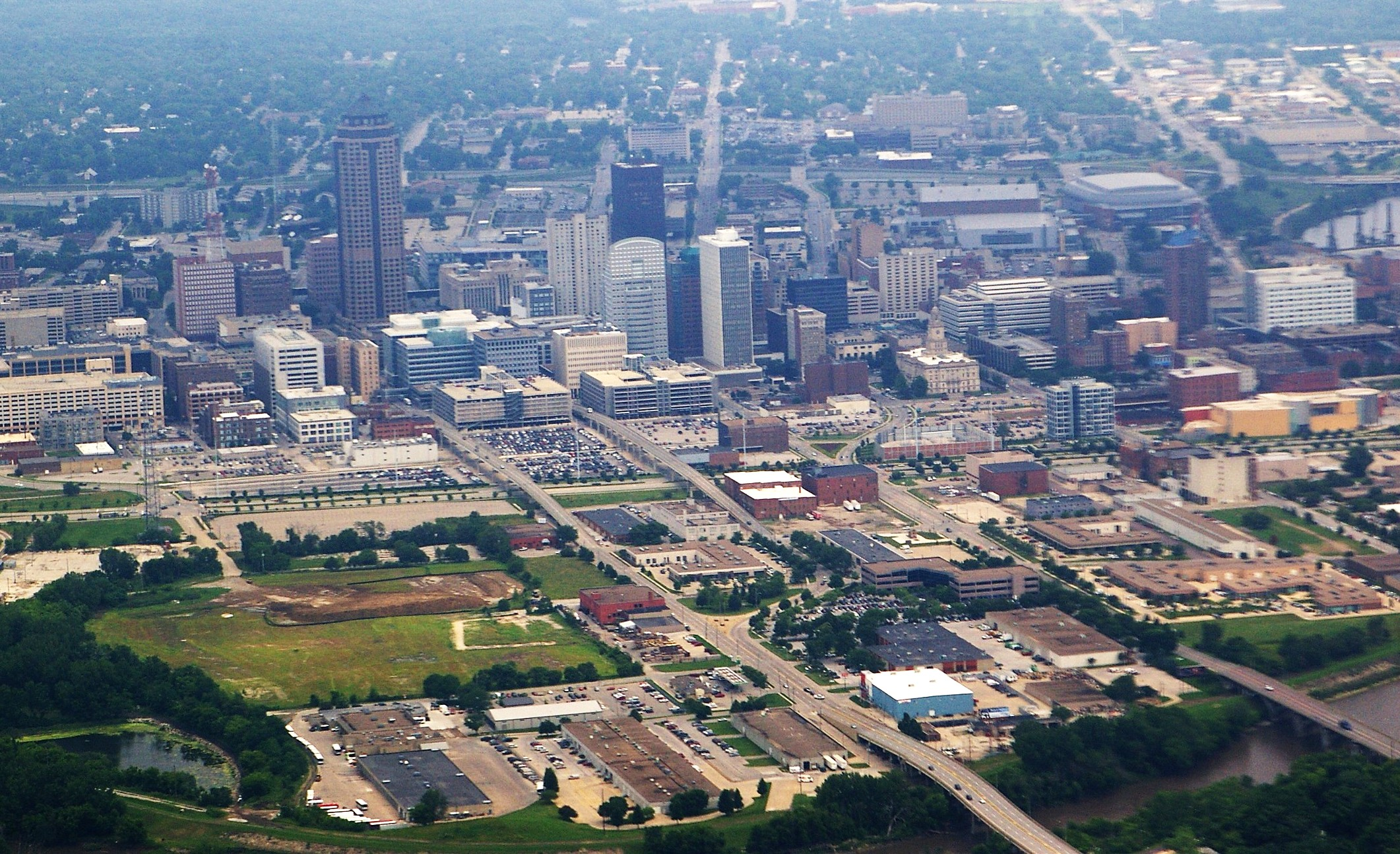
デモイン

## 歴史
アメリカ中西部は「ハートランド」と呼ばれており、その由来は製造業と農業の盛んな地域であり、大都市と小さな町が共存していることによる。ヨーロッパ人のこの地域の開拓は、17世紀にミシシッピ川流域や五大湖上流域のフランス人の探検によって始まり、毛皮交易の拠点網が作られ、イエズス会の伝道師が派遣された。この地域のフランスの支配は、フレンチ・インディアン戦争が終結した1763年に終わった。イギリス人の開拓者が1750年代からオハイオ地域への進出を始めた。1763年宣言では一時的にアパラチア山脈から西への進出を制限したが、完全に止めることはできなかった。
初期の開拓者はブラドック道路のようなアパラチア山脈を越える経路か、五大湖の水路を通ってこの地域に到着した。オハイオ川の水源で現在のピッツバーグにあるピット砦は、陸路にできた初期の前進基地であった。五大湖の水路を通った中西部への最初の開拓者は、ウィスコンシン州グリーン・ベイ、ミシガン州スーセントマリーおよびデトロイトのような軍隊の基地や交易の拠点を中心に拡がった。陸路を通った初期の移住先は南部オハイオか北部ケンタッキーであり、オハイオ川の両岸であった。初期の有名な開拓者にはスペンサー・レコードがいる。
アメリカ独立戦争の後、東部の諸州からやってくる開拓者の数が急速に増した。1790年代は独立戦争に従軍した古参兵や開拓者が連邦政府の土地特許に応えて入植してきた。ペンシルベニア州のアルスター＝スコッツ系長老派教会員（しばしばバージニア州から入った）、オランダ改革派教徒、クエーカー教徒およびコネチカット州の会衆派教会員がオハイオや中西部に入った初期の開拓者であった。
この地域の肥沃な大地はトウモロコシ、エンバクそして最も重要な小麦など穀物の豊富な収穫を可能にした。初期の時代からこの地域は国の「パン籠」として知られるようになった。
中西部の開発には2つの水路が重要であった。第1の水路は特に重要で、ミシシッピ川に注ぐオハイオ川だった。ミシシッピ川南部をスペインが支配して、アメリカの船が川を下って穀物を運び、大西洋まで持って行くことを拒否していたので、1795年までこの地域の発展を阻害していた。
ミシシッピ川はミズーリ生まれの作家による2つの文学作品に結実した。その作家とはサミュエル・クレメンスであり、ペンネームはマーク・トウェインといった。『ミシシッピの生活』と『ハックルベリー・フィンの冒険』がその2作品である。今日、トウェインの物語は中西部民間伝承の定番となっている。トウェインの故郷ミズーリ州ハンニバルは、当時の中西部を垣間見ることのできる場所として観光客を集めている。
2番目の水路は五大湖の中の水路網である。1825年のエリー運河の開通で、船に乗ったままでミシシッピ川とニューヨーク州、さらにニューヨーク市の海港とを行き来できるようになった。この新しい水路を活用するための湖港が発展した。産業革命の頃、湖はミネソタ州のメサビ鉄山から鉄鉱石を中部大西洋岸州の製鉄所に運ぶ導管となった。後に開通したセントローレンス運河も中西部と大西洋を繋いだ。

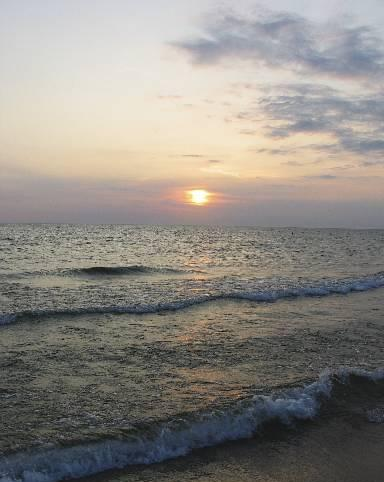
ミシガン湖は中西部の4つの州の境界ともなっている。

オハイオ州とインディアナ州内陸に開鑿された運河も五大湖とオハイオ川の交通を繋ぐ重要な水路になった。オハイオ州とインディアナ州の運河は中西部の農業開発に大きな影響を与えたので、後の「新興成長市場」を予知させる世界最大の人口増加と経済好況が始まった。中西部からオハイオ川とエリー運河を通って供給される商品がニューヨーク市の繁栄を築き、ボストンやフィラデルフィアを凌駕するほどになった。ニューヨーク州は中西部のことをその「内陸帝国」と自慢気に語り、ニューヨーク州は帝国州（Empire State）として知られるようになった。
北西部条例で規定された地域は中西部の中心的存在となり、奴隷制度を禁じる合衆国最大かつ最初の地域になった（アメリカ合衆国北東部は1830年代に奴隷制度を放棄した）。この地域は国全体から見ると文化的に別物の様相を残し、自由な開拓者の遺産を誇るようになった。地域の南の境界であるオハイオ川はアメリカの歴史と文学の中で奴隷州と自由州を分けるものになった（ハリエット・ビーチャー・ストウの『アンクル・トムの小屋』およびトニ・モリソンの『ビラヴド』を参照）。中西部、特にオハイオ州は地下鉄道 (秘密結社)の主要ルートとなり、中西部の住人がオハイオ川を越えて自由を求める奴隷を援助し、エリー湖からカナダへ送り込んだ。
この地域の特徴は、ミズーリ州を除いて奴隷のいないことであったが、他にも開拓者の定住、1教室無償公立学校での教育、アメリカ独立戦争古参兵のもたらした民主主義的考え方、プロテスタント信仰と実験、オハイオ川の川舟、平底船、運河船および鉄道で運ばれる農業の富という特徴を備えていった。
南北戦争の頃までに、ヨーロッパからの移民は東海岸を通過して直接内陸に入るようになった。ドイツからの移民であるルター派に改宗したアシュケナジム・ユダヤ人はオハイオ州、ウィスコンシン州、イリノイ州および東部ミズーリ州に、スウェーデン人とノルウェー人はウィスコンシン州、ミネソタ州および北部アイオワ州に、ポーランド、チェコ、スロバキア、ハンガリーおよびドイツのカトリック改宗アシュケナジム・ユダヤ人は中西部の都市に定着した。多くのゲルマン系ドイツ人カトリック教徒もウィスコンシン州やオハイオ川流域や五大湖周辺に入った。
中西部は南北戦争の頃まで圧倒的に田園地帯であり、オハイオ州、インディアナ州およびイリノイ州には小さな農場が点在していた。しかし、産業化、移民および都市化の波が産業革命となり、産業発展の中心は中西部の五大湖周辺になっていった。ドイツ人、北欧人、西スラヴ人およびアフリカ系アメリカ人が中西部に入り続け、19世紀および20世紀の人口爆発を生んだ。中西部は一般にはプロテスタントの各宗派の教徒が多い地域であった。1915年以前にはドイツ人、アイルランド人、イタリア人およびスラヴ系ポーランド人、ドイツ化したソルブ人などが、1950年代以降はメキシコ系アメリカ人が大都市圏に集中するようになり、カトリック教徒が多く見られるようになった。スイスから移住したドイツ系のアーミッシュの農業集落は北部オハイオ州、北部インディアナ州および中部イリノイ州に作られた。
20世紀、南部からアフリカ系アメリカ人およびメキシコ系アメリカ人や、プエルト・リコ人などが中西部に移住するようになり、シカゴ、セントルイス、ゲーリー、デトロイトなどの大都市を劇的に変化させた。工場や学校など新しい可能性を求めて多くの家族を引きつけたからであった。
中西部（Middle West）という呼び方は19世紀に創られ、続いて"Midwest"となった。中西部の中心は、五大湖、オハイオ川およびミシシッピ川渓谷で仕切られたが、これは元々の北西部領土を構成する「古北西部」（あるいは西部）であった。アメリカ合衆国国勢調査局はこの地域を「北東中央諸州」と呼び、地域住民は「五大湖」地方としている。
北西部領土はイギリスの開拓地（それ以前はフランスと先住民族）の割譲から始まり、アメリカ合衆国憲法が批准される前の連合会議で北西部条例が成立して定義された。北西部条例は奴隷制度と宗教による差別を禁止し、公立学校と私有財産を奨励したが、領土が州に昇格されるまでは適用されなかった。北西部条例は公有地測量システムによる矩形格子単位で土地が測量され売却されるやり方を定めたが、オハイオ州にまず適用された。この矩形格子に区切る方法は中西部全体で郡の形や道路網に見ることができる。
対照的にケンタッキー州とテネシー州の土地は、地勢的特徴を使った境界法によって測量され売却された。独立戦争の古参兵がオハイオの土地を与えられて移住し、さらに他の開拓者と中西部の州に入るにつれて、この地域は最初に完全に「アメリカ化された」地域となっていった。20世紀の歴史家フレデリック・ジャクソン・ターナーは国民的性格となった個人主義や民主主義の形成について開拓者達を賞賛した。
今日の「中西部地域」は北西部条例で創られた州のみを指すのではなく、アパラチア山脈とロッキー山脈の間でオハイオ川の北の州を含んでいる。全部で12の州がアメリカ中西部に含まれている。
「西部」という言葉は合衆国初期にこの地方に適用された。後にアパラチア山脈から西の地域は「極西部」（今日の合衆国西部）と「中西部」に区分された。中西部にある幾つかの場所は、歴史的な経緯から「北西部」を使ってきた（例えばミネソタ州に本拠を置くノースウエスト航空やイリノイ州のノースウェスタン大学）。現在の合衆国北西部は区別をつけるために太平洋岸北西部と呼ばれている。
今日中西部と考えられる領域の境界は曖昧になっている。この地域の人々は様々な理由、定義、認識から中西部出身であると見なしている。その使い方は歴史を追って変わり、以前は「西部｣と見なされていた州を含む方に拡大されている。北西部領土が東海岸と当時の極西部との間に在ったため、1789年に「北西部」と呼ばれ、1898年まで「中西部」と呼ばれた中から州が生まれてきた。
19世紀初期、ミシシッピ川の西は何でも西部と考えられ、中西部はアパラチア山脈の西でミシシッピ川の東であった。そうするうちにミネソタ州、アイオワ州およびミズーリ州を含むようになり、西部プレーリーの開拓が進むにつれて、「グレートプレーンズ諸州」という言葉が、ノースダコタ州からカンザス州までの並びの州を指して使われるようになった。後に、これらの州は非公式ながら中西部と言われるようになった。今日「極西部」は西海岸を意味し、プレーリーの西部、コロラド州、ワイオミング州およびモンタナ州まで時には「中西部」と考えるようになってきた。

## 文化

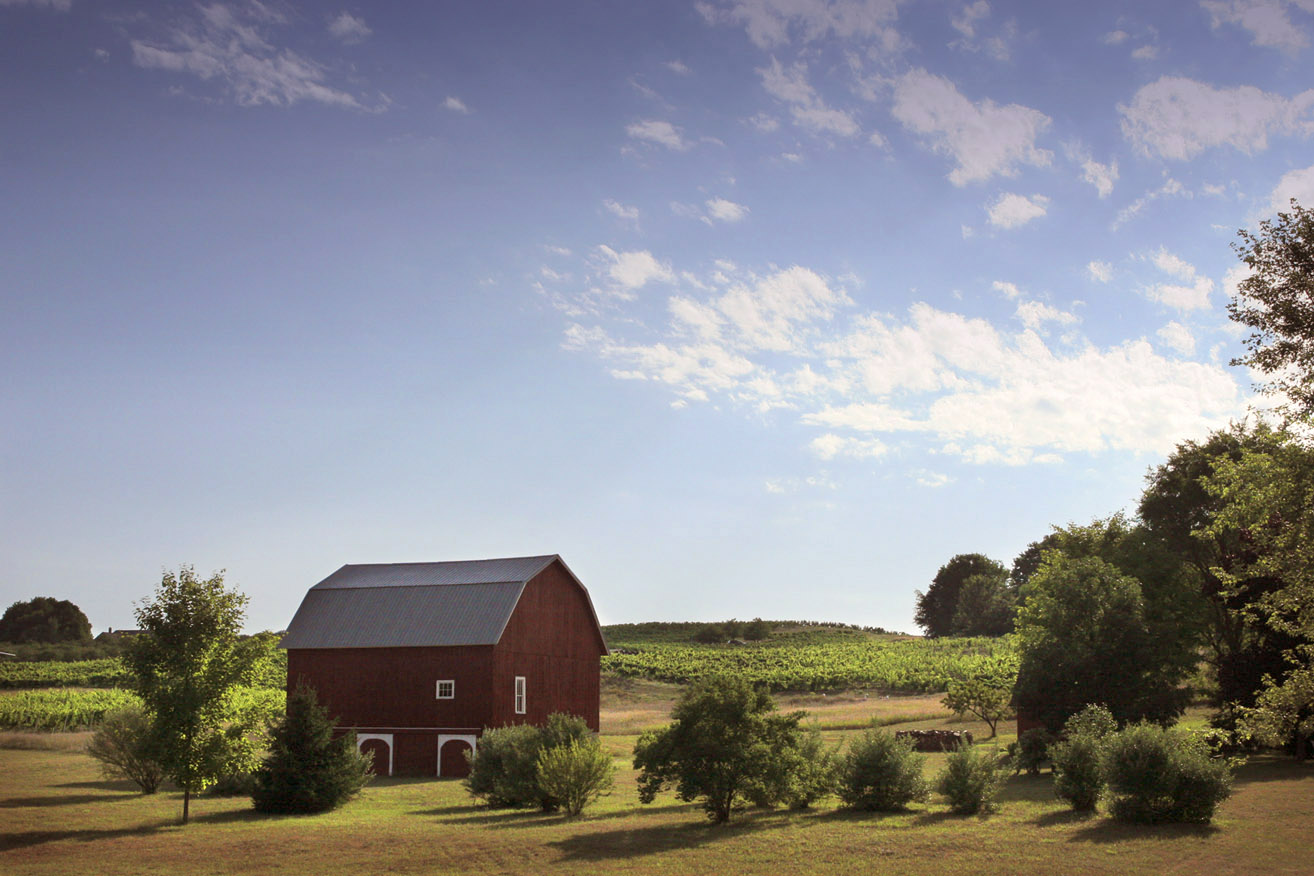
ミシガン州トラバースシティ近郊の農場。現代においても、中西部はこのような「田舎」のイメージで見られることが少なくない。

中西部の人々は、長所は解放的、友好的、率直と見られ、短所は、洗練されていない、頑固、硬直していると見られがちである。中西部のスポーツ文化としてはスキー、スケート、アイス・フィッシング、スノーモービルなどがある中西部の価値観を形成する際に影響を与えた要素は、奴隷廃止論者の宗教的遺産や、教育を至上とする組合教会主義者から中西部プロテスタント信者の中でも熱烈なカルビン派支持者に続く遺産であり、またこの地域を開拓した我慢強い開拓者によって植えつけられた農業中心の価値観である。中西部はプロテスタントとカルビン派の坩堝であり、中央政府の権力に対する不信を残している。
ローマ・カトリック教会は中西部で最大の単一宗派であり、州によって人口比率は19%から29%を占めている。バプテスト教会はオハイオ州、インディアナ州およびミシガン州で14%、最大のミズーリ州で22%、最小のミネソタ州で5%となっている。ルター派はウィスコンシン州とミネソタ州で最大の22-24%である。これは北欧やドイツ系移民の遺産であり、ユーモリストのガリソン・キーラーによってそのラジオ番組『プレーリー・ホーム・コンパニオン』の中でパロディ化されている。ペンテコステ派などの信者は中西部には少なく、1%から7%の間である（神の集会は低地ミズーリ州で始まった）。ユダヤ教やイスラム教は1%かそれ以下であるが、シカゴ、インディアナポリス、デトロイトおよびクリーブランドのような大都市圏にはやや多く見られる。無宗教の者は中西部人口の13-16%である。
中西部の土地について田舎の風習はまだ広く残っており、産業化や都市化が元々の北西部領土の州を覆った今も残っている。南北戦争の前は中西部が田舎であったが、カンザス州のようなさらに田舎の州は中西部の象徴のようになり、そのことが良く表されたのが1939年の映画『オズの魔法使い』であった。
小説家ではマーク・トウェインが有名だった。ミネソタ州北東部のダルースからは、プロテスト・フォーク歌手ボブ・ディランも登場した。
20世紀にアフリカ系アメリカ人が南部から移住し、相当数が大都市の多くに住んだが、まだ南部ほどの集中率にはなっていない。産業と文化が融合し、ジャズ、ブルースおよびロックンロールが伝わって、20世紀中西部でも音楽的な創造性を作り出した。デトロイトのモータウンサウンドやテクノミュージック、シカゴのブルース、ブラス・ロック、ハウスミュージックや、カンザスシティのジャズなどはこうした背景から花開いた。ロックンロールはクリーブランドのラジオDJで初めて新しい音楽ジャンルとして認識され、ロックの殿堂はクリーブランドにある。イリノイ州はブラス・ロックのシカゴ、、オハイオ州はオハイオ・プレイヤーズ、ミシガン州はテンプテーションズやスモーキー・ロビンソン&ミラクルズらを生んだ。黒人人口率の極めて高いゲーリーはデトロイトと並ぶ黒人音楽の中心地となり、ジャクソン5を生んだ。

## 政治
中西部の政治は用心深い傾向があるが、用心深さは時には抗議で味付けされる。特に少数民族社会や農業従事者、労働者あるいは一般大衆に根ざすことではその傾向がある。このことは20世紀初めに合衆国での社会主義運動がミルウォーキーを中心に起こり、3人の社会主義者市長と1人の下院議員、ヴィクター・L・バーガーを選んだことに現れた。大都市が散らばる五大湖地方は中西部の中ではリベラル、左派が優勢な地域であり、南部や西部の人口が少ない地域に行くにつれてリベラルな雰囲気は無くなる。五大湖地方からは、労働運動の指導者やアメリカ社会党、共産党の指導者らが輩出された。特に「ミネソタ州」はリベラルや中道保守の政治家、ウォルター・モンデール、ユージーン・マッカーシー（のちに転向）、ヒューバート・H・ハンフリーを生んだ。
中西部の人口は65,971,974人であり、合衆国全体の22.2%に相当する。ケンタッキー州は時に中西部と考えられることがあり、南北戦争の時は北軍に留まったことからも南東部と中西部の境界州としてその遺産を反映している。しかし、アメリカ合衆国国勢調査局はケンタッキー州を南部に分類しており、その文化は特に田舎の方で南部の特徴を残している。トウモロコシや穀類の生産においては、アメリカの農業生産の核であるコーンベルトを形成しており、イリノイ州やインディアナ州およびアイオワ州との繋がりがある。 オハイオ川に接するケンタッキーの北境界では特に工業化され都市化も進んだルイビルや北部ケンタッキー地区は19世紀に相当数のドイツ人移民が入り、 中西部の州と似た状況であった。この地域はラストベルトと同じく人口や雇用者数の減少を経験している。
中西部の定義の違いは主にハートランドとグレートプレーンズの間の相違にあるが、五大湖とラストベルト（錆の帯、工業地帯）の間にもある。グレートプレーンズのカンザス州、アイオワ州、両ダコタ州およびネブラスカ州の小さな町と農業社会が伝統的中西部の生活様式と価値観の一方の代表とするなら、五大湖の衰退しつつあるラストベルトの都市は19世紀や20世紀始めの移民の歴史を経て、製造業の基地、強いカトリックの影響というのがもう1つの代表的な顔である。このような定義に従えば、ニューヨーク州バッファローは中西部といってもよいかもしれない。
伝統的な定義による中西部の特定地域は「中西部｣の代表とは言われず、中西部の外の地域が中西部の一部と言われることがある。これらは歴史的、文化的、経済的あるいは人口動態的に含められたり、含められなかったりするものである。
他の重要な地域はアパラチア山脈であり、オハイオ州南部で中西部に入っている。オハイオ川は長い間北部と南部の境界となってきたが、中西部とアッパー・サウス（南部上流地域）との境界でもあった。中西部でもミズーリ州のような南方の州は南部的な要素が強く、南北戦争の前はミズーリ州だけが奴隷制度を容認していた。
さらに、北東部諸州の一部には中西部の感覚がある。ペンシルベニア州西部にはエリー市やピッツバーグ市があるが、これらは「中西部」と文化、歴史および同一性を分け持っており、アパラチア山脈でも重なっている。エリー運河の西の外れにあり五大湖の玄関口であるニューヨーク州バッファローは、中西部の方向を向いており、多くの例でその住民は東部海岸の都市よりもシカゴやデトロイトの文化に馴染みやすい。しかし、ペンシルベニア州西部やニューヨーク州西部の住人が自分達を中西部の者と考える例は少ない。モンタナ州、ワイオミング州、特にコロラド州のプレーリー部分は時として中西部と考えられ、特に地理的に合衆国の中央に近いグレートプレーンズの人々は考えている。しかしそのような考え方は、五大湖地方の多くの人々には受け入れられず、五大湖の人々はグレートプレーンズですら中西部とは見なさず、放牧地だと考えている。
オクラホマ州は時として中西部の州と考えられるが、通常は南部中央の州である。オクラホマ州東部はその文化の歴史や石油事業で南部の産業と結びつきがあることで、明らかに「南部」であり、近隣のアーカンソー州、テキサス州東部およびミズーリ州南部と共通している。しかし、オクラホマ州西部と中部（オクラホマシティ都市圏を除く）、およびテキサス州北部（アマリロ市を含む）は対照的に、アメリカ南部あるいは南西部よりもカンザス州、ネブラスカ州およびコロラド州東部と共通の経済、気候および文化的な要素を抱えている。これらの地域は一時的にアメリカ連合国の支配下に入ったが、南北戦争当時は人口が少なかったこともあり、後に多くの中南部の人が開拓し放牧や小麦の生産への依存度が高い。この点で綿花や木材を農業生産物とする南部の特徴とは一線を画している。
アメリカ合衆国の二大政党の1つ、共和党(GOP)は中西部を一部の発祥の地としている。その1つは1850年のミシガン州ジャクソンあるいはウィスコンシン州リポンであり、その綱領の1つに新しい州への「奴隷制度拡張に対する反対」を掲げた。中西部の田舎は21世紀に入ってからも、共和党の強い地盤と考えられている。南北戦争から大恐慌時代、および第二次世界大戦まで、中西部の共和党はアメリカの政治と産業を牽引した。これは農業従事者を中心とした南部民主党が、南北戦争前のアメリカの農村地帯を支配し、また民主党の北東部金融関係者や学者が、第二次世界大戦後の不況からベトナム戦争および冷戦時代を統治したのと同様である。1968年の大統領選挙で勝利したリチャード・ニクソンは、いわゆる南部戦略で民主党支持者を共和党支持に転向させようとしたが、うまくいかず、むしろ中西部での共和党支持者を獲得した。共和党の戦略が成功したのは、右派・新自由主義者のロナルド・レーガンが大統領選挙で当選した選挙以降である。
政治の傾向が変わり、人口が田園から都市へと移動すると、政治の雰囲気も中央へ動き、特定の政党に強く縛られないために政党が激しく票を争う州が多くなった。イリノイ州、ミネソタ州、ウィスコンシン州およびミシガン州といった、中西部でも北部の諸州は民主党支持に傾き、アイオワ州でも民主党へ動いた。共和党の強い地盤であったインディアナ州では、2006年の中間選挙で、下院の当選数が民主党は3増えて5となり、共和党は4と逆転した。イリノイ州議会では、民主党が多数党となっている。イリノイ州選出の上院議員は2人とも民主党であり、下院議員も民主党が多数となっている。さらに過去4回の大統領選では民主党候補者が圧倒的多数で選出された。ミシガン州とウィスコンシン州でも同様な傾向にあり、知事と2人の上院議員は民主党である。アイオワ州は多くの分析家の意見では、最も票が分かれる州となっているが、過去15年間ほどは民主党が伸びている。アイオワ州の知事、上院議員1名、下院議員の5名中3名が民主党であり、過去4回の大統領選の中3回は民主党候補を選んだ。2006年中間選挙では、州議会の上下両院とも民主党が多数派となった。ミネソタ州は1984年の大統領選で、全米50州のうち唯一ロナルド・レーガンではなくウォルター・モンデールを選んだ（ミネソタ州はモンデールの出身州である）。しかし、アイオワ州とミネソタ州の場合、民主党の得票数差は縮まる傾向にある。ミネソタ州の知事は共和党であり、再選も果たした。また銃砲携帯を許可する法を支持する側の州でもある。
2006年、民主党はこの中西部で大躍進した。アイオワ州では民主党が上下両院を制し、知事の座も守って、州政府の一党支配となった。他でも民主党は、ウィスコンシン州の上院、ミシガン州の下院およびインディアナ州の議会を制した。ミネソタ州は共和党寄りと考えられていたが、民主党の支部であるミネソタ民主労農党が州議会下院で2桁の議席増となり、知事選を除いて州レベルの選挙にも全て勝った。民主党はオハイオ州でも州レベルの選挙で全て勝ち、イリノイ州では州政府の全てを支配下にした。
連邦政府レベルでは、オハイオ州民主党のシェロッド・ブラウンが現職のマイク・デワインを56対44で破って上院議員となった。民主党はインディアナ州、アイオワ州、ミネソタ州、オハイオ州およびウィスコンシン州でも議席を増やした。
20世紀への変わり目に、中西部のグレートプレーンズ諸州で人民主義運動が生まれ、後に進歩主義となり、多くの農夫や商人に支持されて政治の腐敗を減らし、民衆の声に耳を傾けるよう主張した。共和党員は奴隷制度に反対する政治家で統一され、その後の興味は、発明、経済的発展、女性の権利と参政権、解放奴隷の権利、累進課税、富の創造、選挙制度改革、節酒と禁酒であり、結果的には1912年のウィリアム・ハワード・タフトとセオドア・ルーズベルトの分裂となった。同時に、人民党と進歩党が、以前共和党が主張した経済的および社会的進歩を知識層に訴えて成長した。プロテスタント中西部の理想である利益、倹約、労働倫理、開拓者の自立、教育、民主的権利および宗教的寛容性が2つの政党に影響を与えたが、最終的には反対方向に流されることになった。
中西部は長い間北東部の特権意識を嫌っていた。ジョージ・ワシントンが一時的に主張したアメリカは外国の戦争や問題に関与すべきで無いと言う孤立主義には賛同した。これはドイツ系アメリカ人やスウェーデン系アメリカ人の社会から支持され、ロバート・ラ・フォレット、ロバート・タフトおよび「シカゴ・トリビューン」の出版者ロバート・R・マコーミック大佐のような指導者にも支持された。
失業率は5%以下と低いが合衆国の平均よりは高い。ミシガン州のように製造業に依存する州は失業率が高い。高給を支払う製造業の仕事のアウトソーシングと低賃金サービス業の賃金引上げが大きな問題である。
中西部で話されるアクセントは、南部や北東部の都市域のそれとははっきり異なっている。中西部の多くのアクセントは標準的なアメリカ英語と見なされている。このアクセントが全米を網羅するラジオ局やテレビ局に好まれ、実際に中西部語で話す訓練をしている局もある。
このことは、ウォルター・クロンカイト、ジョニー・カーソン、デイヴィッド・レターマンといった多くの顕著なパーソナリティがこの地域の出身である。極最近では、「ナショナル・ジオグラフィック」の雑誌記事（1998年11月）で、地域住民の「中立的なアクセント」の故に、ネブラスカ州オマハにある多くの電話マーケティング会社を特集した。しかし、多くの中西部都市は標準的なアクセントから北部都市アクセントに移行しつつある。
ある地域、特に中西部の北の方では、はっきりとしたアクセントが聞かれ、その地域が受け継いで来たものを反映している。例えば、ミネソタ州、西部ウィスコンシン州およびミシガン州のアッパー半島では強い北欧系アクセントが聞かれ、北へ行くほど傾向が強くなる。ミシガン州のアクセントは国境を接するカナダ英語に似ている。ミシガン州の西部はドイツ語の強いアクセントである。
またシカゴの住民は独特の鼻音を使うと言われる（シカゴ・バーク）。同様のことがウィスコンシン州、ミシガン州、インディアナ州北部、クリーブランドおよびニューヨーク州西部でも見られる。このことは五大湖地方にドイツ人、ポーランド人および東欧人の影響が残っていることからきていると考えられる。中西部の最南部、アメリカ国道50号線の南では、南部の話し方が顕著である。